# Darfield (South Yorkshire)
Darfield is een plaats in het bestuurlijke gebied Barnsley, in het Engelse graafschap South Yorkshire. 

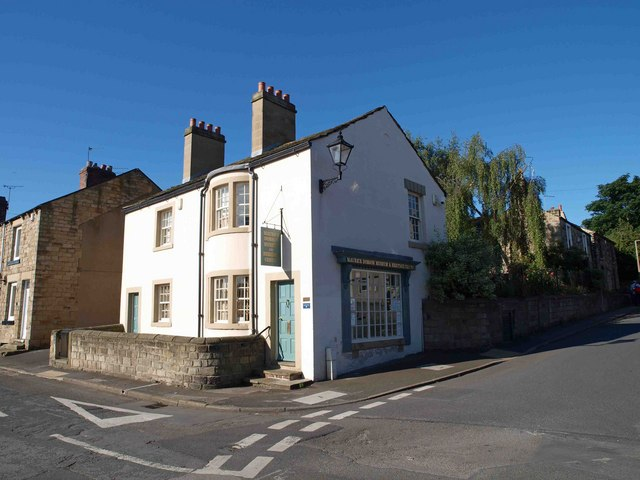
Museum van Darfield